# Maurice Varny
Maurice Varny est un acteur français de théâtre et de cinéma.

## Théâtre
- 1912 : L'Escapade  de Gabriel Trarieux
- 1913 : Troïlus et Cressida de William Shakespeare
- 1917 : Les Noces d'argent  de Paul Géraldy
- 1918 : Lucrèce Borgia de Victor Hugo
- 1929 : Topaze de Marcel Pagnol
- 1937 : Les Fausses Confidences de Marivaux
- 1938 : La Première Légion d’Emmet Lavery
- 1949 : Chéri de Colette
- 1952 : Le Dialogue des carmélites de Georges Bernanos
- 1955 : La Dame aux camélias d’Alexandre Dumas fils
- 1959 : La Collection Dressen de Marc-Gilbert Sauvajon
- 1959 : Mon père avait raison

## Filmographie
- 1918 : Après lui de Paul Castaing
- 1920 : La Marseillaise
- 1932 : Le Coffret de laque
- 1958 : Tant d'amour perdu
- 1961 : Les Amours célèbres